# برنارد روي
برنارد روي (بالفرنسية: Bernard Roy)‏ هو رياضياتي فرنسي، ولد في 15 مارس 1934، وتوفي في 28 أكتوبر 2017.